# A.1 (dirigibile)
Il dirigibile A.1 era un dirigibile di tipo semirigido per alta quota costruito in Italia dal Cantiere dirigibili di Ciampino nella seconda metà degli anni dieci del XX secolo per scopi militari.

## Storia del progetto
Durante il corso delle operazioni belliche dei dirigibili della classe M del Regio Esercito e della Regia Marina divenne evidente che la migliore difesa contro i velivoli nemici e il tiro della armi contraeree restava il potere salire a quote molto elevate. Per questo motivo venne studiata una particolare sottoversione del modello M che fu ridesignata Ma (M alleggerito) noto anche come Maq (medio alta quota). Questi dirigibili erano dotati di involucro alleggerito, navicella di dimensioni ridotte, zavorra aumentata e carico di bombe ridotto. Dopo aver realizzato questo tipo fu deciso di produrre uno specifico modello da alta quota la cui realizzazione fu affidata all'ingegnere Gaetano Arturo Crocco.

## Tecnica
Si trattava di un dirigibile di tipo semirigido rinforzato, con due navicelle per l'equipaggio, costruita in tubi d'acciaio rivestiti in tela. I timoni di direzione erano due, posizionati sulla parte posteriore del dirigibile, ed aventi configurazione biplana.
La propulsione era affidata a quattro motori SPA a 6 cilindri in linea raffreddati ad acqua, eroganti la potenza di 180 CV ciascuno, posizionati in coppia su due navicelle separate, lontane tra di loro una ventina di metri. Ogni propulsore azionava una propria elica quadripala lignea. I propulsori consentivano all'aeronave di raggiungere una velocità massima di circa 85 km/h. Il carico bellico era pari a 1 200 kg (12 bombe da 162 mm ed 8 bombe da 160 mm) che potevano essere trasportati a una quota massima di 4 500 m. Il dirigibile era inoltre difeso da due mitragliatrici.

## Impiego operativo
L'inizio dell'allestimento dell'aeronave A.1 avvenne presso il Cantiere dirigibili di Ciampino dal 24 gennaio 1918, sotto la guida del maggiore Tullio Biffi. Il 3 marzo avvenne il gonfiaggio dell'involucro e furono aggiunti la chiglia, la trave e i piani di coda, venne irrigidita la prua e furono collocate al loro posto le navicelle con i propulsori. Il 12 aprile fu compiuta la prima ascensione, e quindi ebbe inizio la lunga fase per la definitiva messa a punto dell'aeronave che durò per tutta la primavera. Il primo volo, della durata di 1 ora e 10 minuti, fu effettuato sull'area di Ciampino sotto il comando del maggiore Biffi, con il capitano Domenico Mementi, i tenenti Masi e Sommariva, e mise in evidenza le difficoltà di governo in direzione che si tentò di eliminare con lunghe modifiche ai piani di coda e l'installazione di una chiglia superiore, sperimentata con successo durante la quarta ascensione del 23 aprile. Il 5 maggio venne compiuta la decima ascensione con misurazione della velocità massima raggiungibile, effettuata lungo il tracciato della ferrovia Ciampino-Capannelle. Il pomeriggio del 18 maggio fu effettuata una prova di quota nel corso della quale si arrivò ai 4200 metri, ma il dirigibile continuò a manifestare problemi e il 26 maggio fu portato in volo dal Giuseppe Valle, un esperto dirigibilista, per una verifica a favore di una commissione composta dal colonnello, dal professor Bianchi e dall'ingegner Umberto Nobile. Il dirigibile raggiunse una quota di 4500 metri ma Valle non ne fu entusiasta, tanto che il 17 giugno, dopo la presentazione dell'aeronave alla Regia Marina, scrisse una lettera per manifestare le proprie perplessità al capitano di vascello Ludovico De Filippi, responsabile del servizio aereo dell'Ispettorato Sommergibili ed Aviazione.
De Filippi rispose che la situazione del dirigibile era ben nota, tanto da renderla inidonea all'impiego in missioni di bombardamento terrestre, ma poteva essere impiegata in missioni di bombardamento costiero. Il 4 giugno fu effettuata l'ultima ascensione di collaudo e il 16 giugno lo A.1 venne presentato al suo comandante, il tenente di vascello Marcello Arlotta, che lo prese in consegna il 28 giugno. Il nuovo equipaggio, composto da 9 persone, lo condusse in volo la prima volta in volo il 29 giugno, e il 1 luglio fu effettuata una prova di ascensione.
Trasferita sull'aeroscalo di Grottaglie il 6 luglio, volando a una quota di 1.000 m, venne adibita a missioni di bombardamento lungo la costa nemica e contro la base navale di Cattaro. Si trattò della sua diciannovesima ascensione, considerate anche le 16 del collaudo, per un totale di 58 ore e 28' di volo. In totale furono percorsi 500 km in 8 ore e 30 minuti di volo, raggiungendo la quota massima di 2500 metri sull'Appennino, e si registrarono almeno due avarie a diversi propulsori tanto che l'assetto longitudinale, ben modificato dall'irregolarità dei consumi, fu ristabilito dopo il passaggio in volo su Potenza, mediante il trasporto di 26 sacchetti di zavorra dalla navicella di prua a quella di poppa.
Nel corso della prima missione, avvenuta nella notte tra il 6 e il 7 agosto, contro l'arsenale di Teodo il dirigibile ebbe avarie ai comandi ma riuscì a rientrare regolarmente alla base dopo 13 ore di volo. Nella notte del 17 agosto partì nuovamente per effettuare una missione di bombardamento su Cattaro. L'equipaggio era formato dal tenente di vascello Michele Arlotta (comandante), dal tenente di vascello Giovanni Vigliani (vicecomandante), dal tenente Luigi Sommariva, sottotenente di vascello Carlo Salone (ufficiale di rotta), sottotenente battaglione dirigibilisti Luigi Vassallo, dal sergente maggiore Ettore Danieli (specialista), e dal sergente Aldo Desio (specialista). Colpito dal fuoco contraereo si inabissò nel Mare Adriatico verso le 23:30 con la perdita di tutto l'equipaggio del quale fu recuperato solo il cadavere del comandante Arlotta, ritrovato sulla spiaggia albanese nei pressi di Punta Rodoni. All'epoca l'aeronave aveva eseguito 5 missioni, di cui due di guerra dove aveva lanciato 1 960 kg di bombe.

## Utilizzatori
Italia
- Regia Marina

### Annotazioni
1. ↑  Con i motori a 1.400 giri il dirigibile raggiunse 78,5 km orari.
2. ↑  Valle scrisse a De Filippi che il dirigibile era carente in governabilità in direzione, e si presentava troppo rumoroso, fattore che avrebbe impedito di sfruttare la sorpresa. Valle manifestò anche le proprie preoccupazioni per la sorte dell'equipaggio e scrisse: Naturalmente i costruttori non vogliono confessare tale loro imprevidenza e sperano che qualche pilota, ancora non troppo "navigato", si lasci attrarre dal brillante comando e voglia impiegare l'A1 nelle condizioni attuali.
3. ↑  Questi ultimi due appartenenti al Regio Esercito.
4. ↑  Tale intensa attività di artiglieria contraerea su Cattaro fu osservata da alcuni cacciatorpediniere in missione di scorta e dal dirigibile M.15 che quella notte stava effettuando una missione su Durazzo.

### Fonti
1. ↑  Pesce 1982, p. 140.
2. 1 2 3  Pesce 1982, p. 59.
3. 1 2 3 4 5 6 7 8  Pesce 1982, p. 67.
4. 1 2 3 4 5 6 7 8 9 10 11 12  Il fronte del cielo.
5. 1 2 3 4  Mancini 1936, p. 238.